# Čáp východní
Čáp východní, také čáp bílý východoasijský (Ciconia boyciana), je druh ptáka z čeledi čápovití (Ciconiidae) a rodu Ciconia. Hnízdí na ruském Dálném východě a v severovýchodní Číně, na zimu pak odlétá na jihovýchod Číny. Vyhledává blízkost mokřadů. Čáp východní měří 1,10 až 1,15 m, hmotnost může dosáhnout až 5 kg. Mimo ručních a předloketních letek a křídelních krovek je zbarven bíle, s červenými končetinami a černým zobákem.
Loví nejčastěji ryby, konzumovat pak může i hady, žáby, bezobratlé nebo hlodavce. Hnízda si staví převážně na vysokých stromech a umělých konstrukcích. Rozmnožování probíhá od dubna do července, samice naklade 2 až 5 vajec, ze kterých se za 32 až 35 dní vylíhnou mláďata. Pohlavně dospívají mezi třetím a čtvrtým rokem života a dožívají se i 48 let.
Mezinárodní svaz ochrany přírody čápa východního řadí mezi ohrožené druhy, nebezpečí představuje ztráta přirozeného prostředí, požáry, lov, nadměrný rybolov a další faktory.

## Nomenklatura
Čáp východní je řazen do čeledi čápovití (Ciconiidae) a v ní do rodu Ciconia. Byl považován za poddruh čápa bílého (Ciconia ciconia), studie z 80. a 90. let 20. století nicméně potvrdily značné morfologické i behaviorální rozdíly, jež podporují osamostatnění obou druhů. Čáp bílý a čáp východní mohou být někdy považováni za součást jednoho superdruhu. Oba dva druhy se vyvíjely alopatricky, tedy z jednoho druhu, jehož dvě populace byly odděleny přírodní bariérou. Jejich hnízdní areály jsou od sebe v současnosti vzdáleny asi 50° zeměpisné délky, tedy přibližně 4000 km.
Nejsou známy žádné poddruhy čápa východního, jedná se tedy o monotypický taxon. Druh popsal Robert Swinhoe v roce 1873 pod současně platným jménem Ciconia boyciana. Vědecké jméno Ciconia ciconia boyciana (tj. poddruh čápa bílého) je dnes považováno za synonymní pojmenování. Českým ekvivalentním synonymem je potom čáp bílý východoasijský. Rodové jméno druhu Ciconia má svůj původ z novolatinského označení čápa cicōnia a poprvé jej použil francouzský zoolog Mathurin Jacques Brisson v roce 1760 v díle Ornithologie, ou Méthode Contenant la Division des Oiseaux.

## Výskyt
Čáp východní je ptákem východních částí palearktické oblasti, Mezinárodní svaz ochrany přírody odhaduje jeho areál výskytu na asi 940 000 km2. Čápi hnízdí na ruském Dálném východě a v přilehlých oblastech čínského Mandžuska, jmenovitě například v Národní přírodní rezervaci Nao-li-che v provincii Chej-lung-ťiang. Několik jedinců bylo hlášeno v téže provincii také v povodí řeky Wu-jü-er-che (裕爾河流). V teplých měsících může zalétávat také do východních regionů Mongolska.
Jedná se o stěhovavého ptáka. Na zimu odlétá většinou do oblasti dolního toku Jang-c’-ťiang nebo do jižní Číny (Fu-ťien a části okolních provincií, včetně Hongkongu nebo Tchaj-wanu). Malý počet jedinců tráví chladnou část roku i na Korejském poloostrově či v Japonsku. Ojedinělí ptáci se mohou dostat až do Bangladéše, Indie nebo na Filipínské souostroví. Jedinci ze středního toku řeky Amur se vydávají na zimoviště mezi srpnem až zářím, z čínské provincie Chej-lung-ťiang odlétají zhruba v říjnu. Na svých zimovištích se začínají objevovat již v první polovině října a téměř všichni ptáci sem doputují do prosince. Zpět se vrací v březnu a tato migrace je méně zdlouhavá. Důležitým místem pro mezipřistání během migrace na zimoviště jsou bažiny Ťien-tchuo-č’ při Pochajské zátoce.
Čápi východní žijí v blízkosti mokřadů, kde mohou obývat řadu biotopů. Preferují mokré louky, žijí však i na plážích nebo v zemědělských oblastech, v Japonsku a Koreji byli objeveni na rýžových polích. Na rozdíl od čápa bílého však tolik nevyhledávají lidská sídla.

## Popis

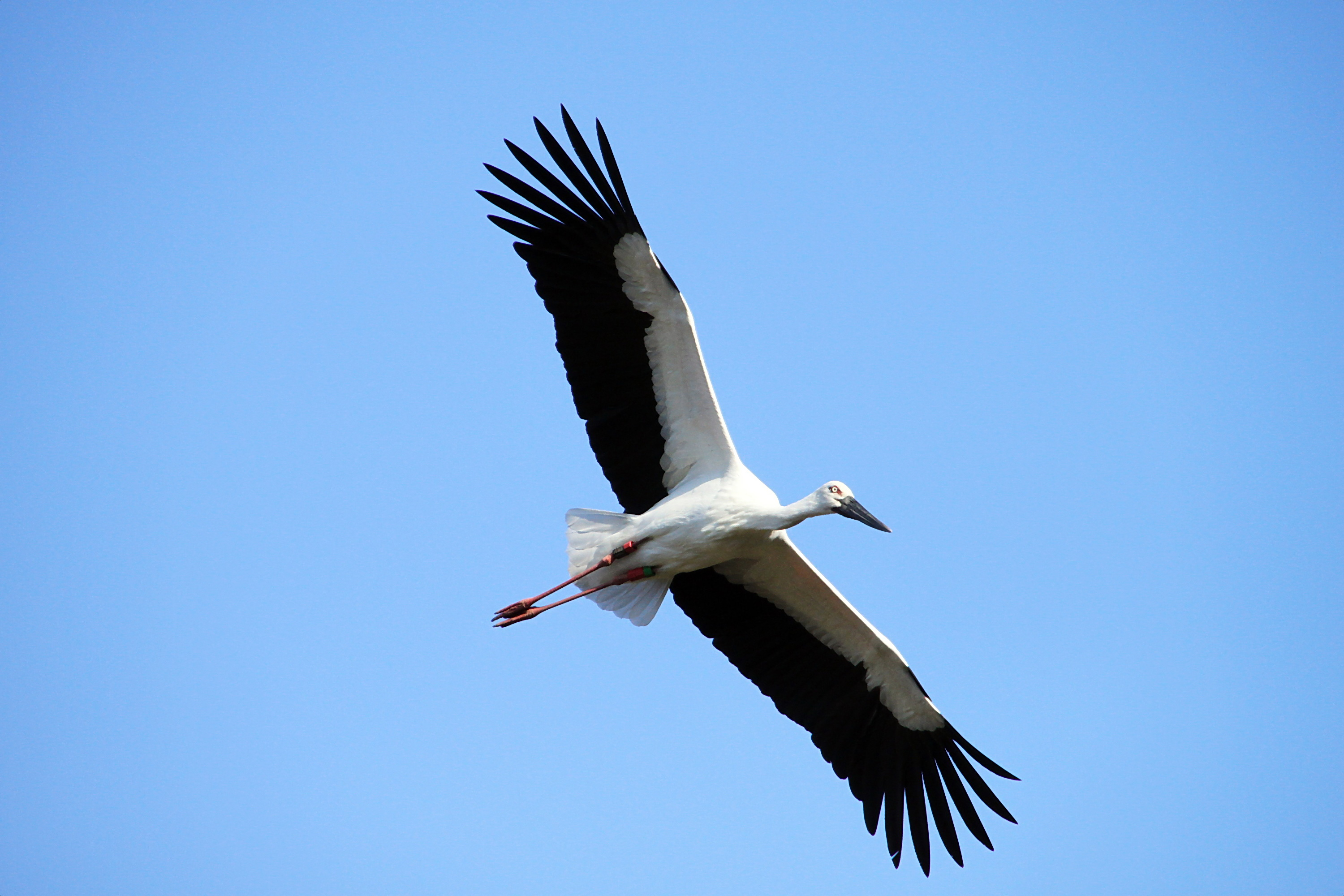
Letící čáp východní

Čáp východní je vysoký pták elegantního vzezření, dosahuje velikosti 1,10 až 1,15 m, tedy zhruba mezi velikostmi jeřába kápového a jeřába bělošíjího. Rozpětí křídel činí 1,95 až 2 m. Hmotnost činí maximálně 5 kg. Objevuje se pohlavní dimorfismus, samci jsou větší než samice. Při letu čáp využívá nejčastěji vlastností stoupavých proudů a pomalu mává křídly.
Zbarvení je na celém těle bílé, s dlouhými pery na krku a hrudi. Černě zbarvená jsou křídla, konkrétně ruční a předloketní letky a křídelní krovky. Černé partie se navíc mohou lesknout v barvách purpurové nebo nazelenalé, několik vnitřních letek je částečně stříbrošedých až bílých. Barva černých per silně kontrastuje s obecným zbarvením těla. Dlouhý výrazný zobák se špičatou spodní polovinou má černé zbarvení. Okolo očí se táhne úzký pruh červeně zabarvené kůže, na níž neroste peří. Duhovka je žlutošedá až světle modrá. Končetiny jsou červené. Mladí jedinci se podobají dospělcům, černé znaky na křídlech pozorované u dospělců ale mají spíše hnědavý nádech. V období rozmnožování se zbarvení druhu téměř nemění.
Záměna může nastat s čápem bílým, ale na rozdíl od něj dosahuje čáp východní větší velikosti, zobák je na rozdíl od čápa bílého zabarven tmavě a končetiny mají temnější barvu. S ostatními čápy, jako je nesyt bílý (Mycteria cinerea) nebo zejozob asijský (Anastomus oscitans), je záměna nepravděpodobná, lze si jej však splést s některými jeřáby, jako je jeřáb mandžuský (Grus japonensis) nebo jeřáb bílý (Grus leucogeranus), s nimiž se čápi východní mohou přesouvat na zimoviště. Tito ptáci se však odlišují jiným tvarem rozepjatých křídel, nehledě k odlišné formaci při letu a odlišným hlasovým projevům.

## Chování

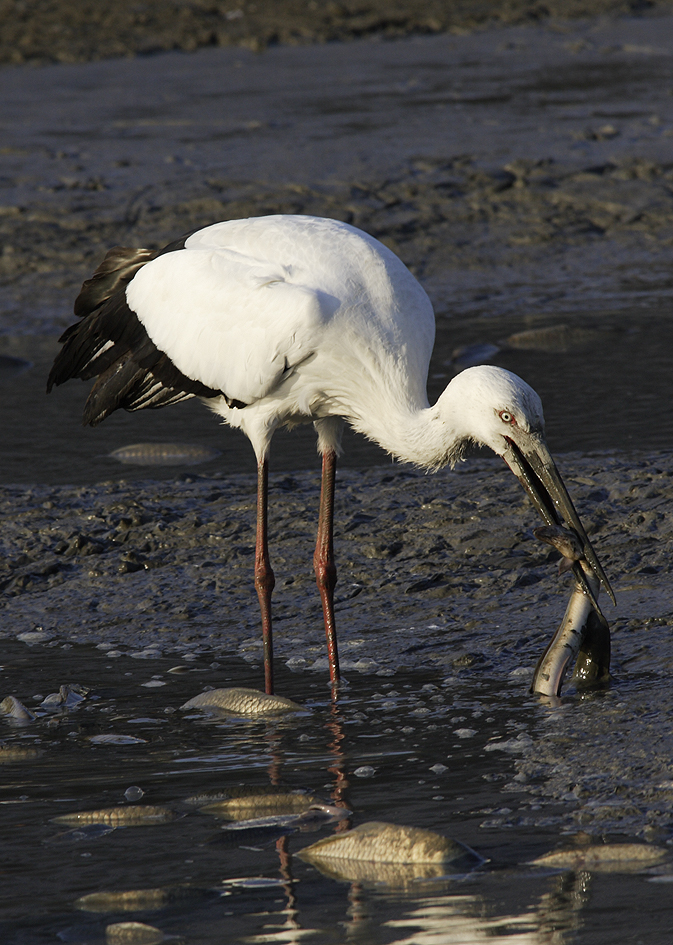
Čáp východní s kořistí

Čáp východní je denním druhem. Ptáci hnízdí v koloniích a stavějí si hnízda na vysokých stromech, jako je borovice, dub nebo jalovec, méně často také na umělých konstrukcích. Preferují místa, ze kterých se mohou dobře rozhlížet do okolí. Hnízda každoročně rozšiřují nebo stavějí nová. Základ hnízda je tvořen větvemi o délce 20 až 150 cm a dalšími rostlinnými materiály. Hnízdo měří 1 až 2,5 m na šířku a hloubku má 0,5 až 2 m. Hnízda mohou k vlastnímu hnízdění často využívat i některé jiné druhy menších ptáků, jako jsou vrabci či špačci. Na základě studie z roku 1982 bylo v bývalém Sovětském svazu zjištěno, že se ptáci ve vlhkém období (jaro v roce 1975) vzdalovali od hnízda na vzdálenost mezi 100 až 600 metry, když však bylo další rok sucho, bylo je možno najít i 3 až 7 km od hnízda. Na hnízdišti se čápi ozývají zvuky „šů” a „hjů” a potom začnou klapat svými zobáky.
Čáp východní snáší chlad lépe než jeho příbuzný, čáp bílý, a to možná i díky větší velikosti (Bergmannovo pravidlo). Zimuje severněji než čáp bílý a na zimoviště v porovnání s ním odlétá později. V jižní Číně tito ptáci hřadují i na otevřené vodní hladině.

### Potrava
Čáp východní hledá potravu nejčastěji pomocí zraku a loví ji vymrštěním svého zobáku. Do vody může tímto způsobem udeřit až 17× za minutu. Ve zkalených vodách zobák může sloužit jako hmatový orgán, čáp pomocí něho probírá vodu a dno a hledá potravu. Při lovu se obyčejně pohybuje v mělkých vodních stanovištích, často o hloubce pouhých 2 až 3 cm. Nevadí mu však ani větší hloubky, a někdy mu může voda sahat dokonce až po břicho.
Největší část potravy, 70 až 90 %, tvoří ryby, vyhledávanými druhy jsou například piskoř pruhovaný (Misgurnus fossilis) a hlavačkovec Glenův (Perccottus glenii). Z Číny pochází záznam o jedinci, jenž polapil asi tři čtvrtě kilogramu vážícího sumce. Mimo ryb mohou čápi žrát například také hady, žáby, mláďata jiných ptáků či bezobratlé živočichy (kraby, hmyz), ale i hlodavce. Z Číny pochází záznamy o čápech, kteří konzumovali i rostlinný materiál a malé kamínky. V žaludcích některých odchycených jedinců z ruského Dálného východu dominuje rostlinná potrava, a to až ze 70 až 90 % v přepočtu na objem žaludku. To však zřejmě není dáno tím, že by čáp přešel na býložravý způsob života. Je spíše pravděpodobné, že tuto potravu čápi spolykali spolu s jejich běžnou kořistí, přičemž jako méně stravitelná složka zůstala v žaludku déle.

### Rozmnožování

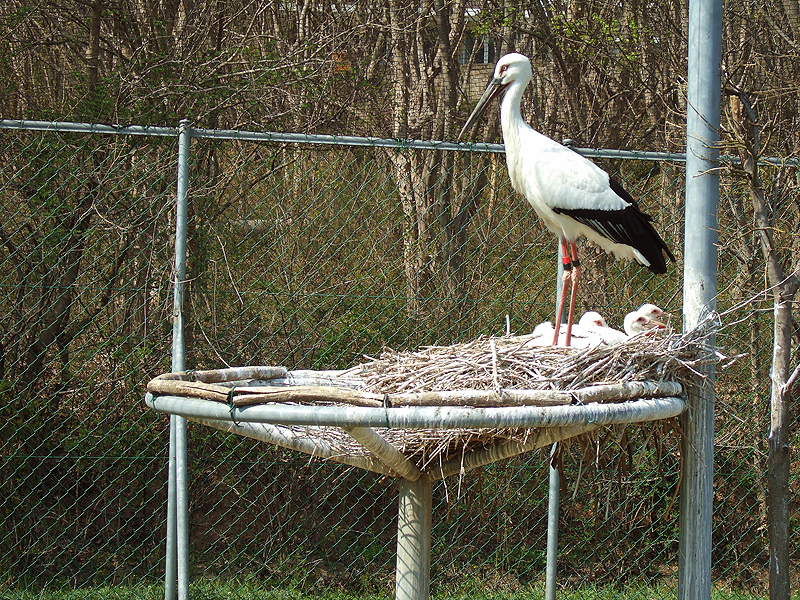
Čáp východní v hnízdě

Rozmnožování čápů východních začíná v dubnu a končí v červenci. V tomto období si jinak společenský pták začne střežit teritorium. Podle pozorování z Číny dává samice najevo připravenost ke spáření tak, že vloží samci pod křídlo svou hlavu. Po kopulaci naklade do hnízda 2 až 5 mléčně až špinavě bíle zabarvených vajec. Nakladení snůšky obvykle trvá několik dní; většinou samice snese jedno vejce za dva dny.
O vejce se stará společně se samcem. Z vajec se za 32 až 35 dní, tedy v období od května do června, vylíhnou mladí jedinci. První den po vyklubání je mládě pokryto špinavě bílým prachovým peřím a hmotností nepřesahuje 90 g. Mláďata krmí opět oba dva rodiče, a to až 8× za den, větší péči jim ale v tomto ohledu poskytuje samec. Většinou pro ně loví kořist měřící 8 až 14 cm. Pro přežití mláďat je důležitý dostatek dešťů, které jim poskytují hojnost potravy. Rodiče přestanou mláďata krmit v červenci, týden po opuštění hnízda však mladí ptáci zůstávají ještě 100 až 500 m v jeho blízkosti. Poté se začnou sdružovat do hejn v blízkém okolí, než se koncem srpna vydají na tah. Pohlavní dospělosti dosahují mezi třetím a čtvrtým rokem života.
Ve volné přírodě se druh dožívá asi 30 let, v zajetí může věk vyšplhat na 48 let. Mezi přirozené nepřátele čápů východních se řadí dravci, neověřené zprávy hovoří o zničení hnízd medvědy ušatými (Selenarctos thibetanus).

## Ohrožení

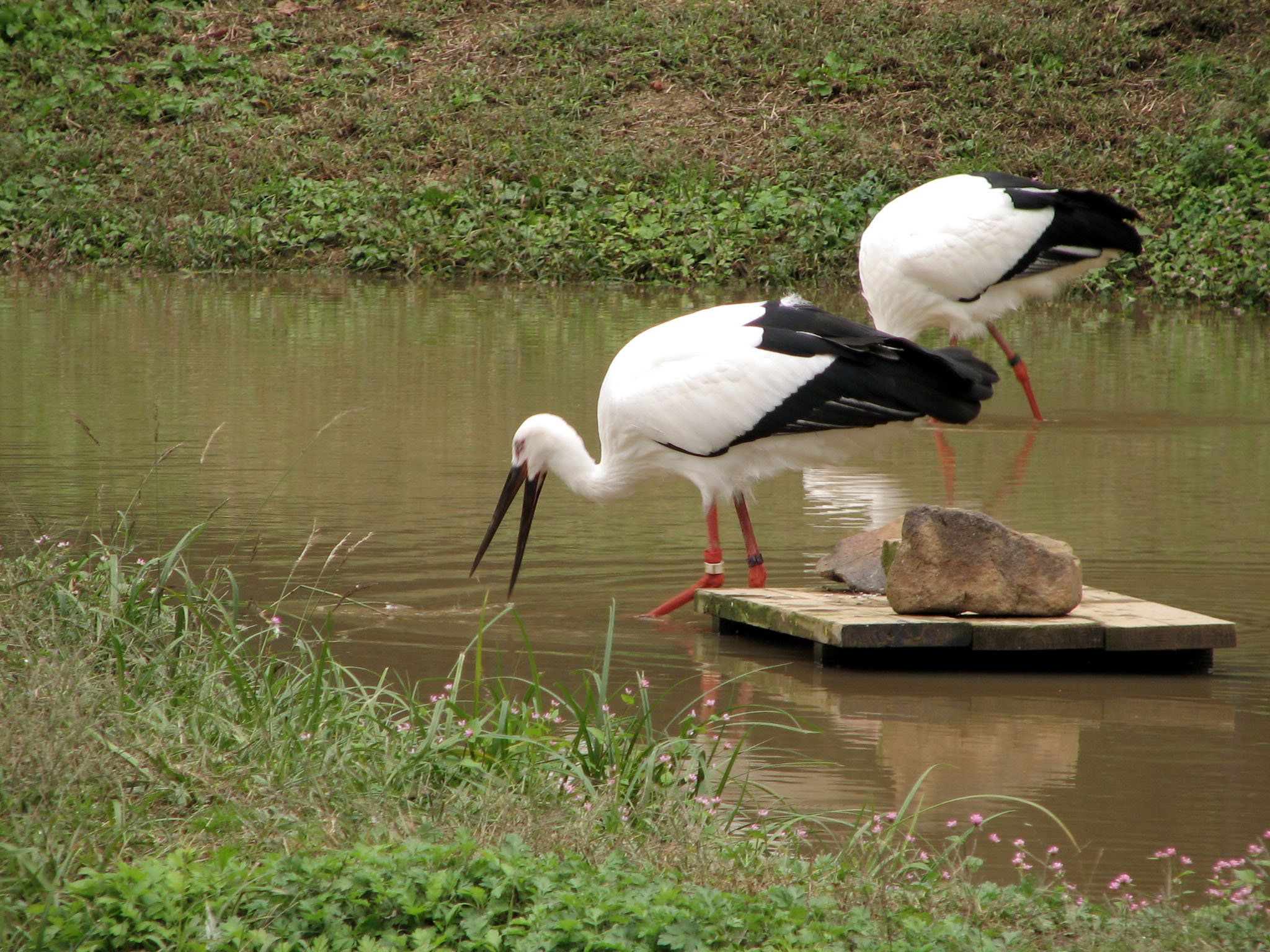
Skupina čápů východních v japonské prefektuře Hyōgo

Nebezpečí pro čápa východního představuje především ztráta přirozeného prostředí následkem kácení lesů a odvodňování mokřadních oblastí. Další hrozbou je výstavba přehrad (například na řece Amur) nebo lov a odchyt ptáků, který probíhá ilegálně na celém území výskytu. Lapáni jsou převážně hnízdící jedinci, kteří jsou následně prodáváni do zoologických zahrad nebo zabiti pro maso. Také požáry, šířící se hlavně v Rusku, představují hrozbu, a připravují ptáky o vhodné stromy ke hnízdění. V neposlední řadě způsobují nebezpečí otravy nebo rybolov; pokud probíhá nadměrně, čápi východní přicházejí o potravu.
Celková populace je odhadována na 1 000 až 2 500 dospělých jedinců a má klesající tendenci. Největší počet jedinců hnízdí na ruském Dálném východě – až 430 párů, naopak na severovýchodě Číny ptáků rychle ubývá. Kvůli lovu čápi vyhynuli v Japonsku, přestože se zde ještě hojně vyskytovali asi do konce 70. let 19. století. Dramatický pokles populace zaznamenaly především během období Meidži a následně také v průběhu druhé světové války. Zbylé populace byly vyhubeny během poválečné chemizace zemědělství. Roku 1970 byl v Japonsku pozorován poslední jedinec, přičemž poslední mláďata čápi vyvedli v roce 1959. Kvůli znovuvysazení čápů do Japonska začal probíhat chovný program pomocí jedinců pocházejících z Ruska a v roce 2007 ve volné přírodě přišla na svět první mláďata. Rovněž na Korejském poloostrově hnízdní kolonie vyhynuly. V Jižní Koreji byl poslední hnízdní pár zaznamenán roku 1971, v KLDR druh přestal hnízdit někdy před rokem 1989.
Mezinárodní svaz ochrany přírody (IUCN) hodnotí čápa východního jako ohrožený druh. Zákonné ochrany se mu dostává v Rusku, Číně, zemích Korejského poloostrova, Japonsku (kde byl prohlášen národním pokladem) či Mongolsku a zapsán je rovněž v příloze I Úmluvy o mezinárodním obchodu s ohroženými druhy volně žijících živočichů a rostlin. Do první přílohy je zařazen také v rámci Bonnské úmluvy. První mládě se v zajetí narodilo roku 1984, plemenná kniha byla ale založena už roku 1951. K lednu 2011 tohoto čápa vlastnilo 79 institucí, odchyt zvířat z volné přírody pro chov v zajetí byl však doporučen jenom jako výsada pro několik zoologických zahrad. Čáp východní mimoto obývá několik chráněných území. Další ochrana by se podle IUCN měla soustředit například na zachování hnízdních stromů, zastavení ilegálního lovu či průzkumu velikosti populací.